# Paso Carrasco
Paso Carrasco (nebo také Paso de Carrasco) je město v Uruguayi. Leží v jižní části země, v departementu Canelones. Při sčítání lidu v roce 2011 mělo město 15 908 obyvatel. Je vzdáleno přibližně 15 kilometrů východně, resp. severovýchodně od centra hlavního města Montevideo a tvoří tak součást metropolitní oblasti hlavního města. Západní hranici města tvoří menší řeka nazývaná Arroyo Carrasco. Mezinárodní letiště Carrasco je pojmenováno právě po tomto sídle, přičemž letiště se nachází hned u severovýchodních hranicích města.
Město bylo založeno v roce 1963. Ještě v polovině 20. století vlastnili místní pozemky různí majitelé, především z Itálie. Když však většina z nich zemřela a zbylá část se vrátila do Evropy, přistoupili zbývající vlastníci k prodeji pozemků, což umožnilo v roce 1955 rozparcelování oblasti. Místo se však osídlovalo pomalu, protože v oblasti se nacházelo několik vodních ploch, menších vrchů a dun. V roce 1959 byla na místo přivedena železnice, což mělo pozitivní vliv na budoucí osidlování. V roce 1963 již mohlo být Paso Carrasco formálně uznáno za obec. Blízkost mezinárodního letiště a průmyslu měly také pozitivní vliv na růst populace. V roce 1994 bylo Paso Carrasco prohlášeno za město. Původní název sídla byl Paso de Carrasco, postupem času se však název deformoval, až se změnil na současné Paso Carrasco.